# Passerella dell'Isolotto
Passerella dell'Isolotto (Пассерелла дель Ізолотто) — пішохідний міст через річку Арно у Флоренції, який з’єднує площу Джона Кеннеді біля популярного серед мешканців і гостей міста парку Кашине з набережною Лунгарно дей Піоппі. 

## Історія мосту
Міст був побудований в 1962 році для забезпечення потоку пішоходів до парку Кашине з протилежного берегу міста за проєктом архітекторів Карло Дамеріні і Вітторіо Скалессе і був урочисто відкритий 24 червня 1962 мером Флоренції Джорджо Ла Піра.
Цей однопролітний міст щодня перетинають тисячі пішоходів, особливо в першій половині дня у вівторок, коли працює ринок в Кашине. Хоча міст спроєктований як пішохідний, його щодня перетинають сотні людей з велосипедами, мопедами, мотоциклами з виключеними двигунами. Це люди, які їздять на роботу або на навчання до Університету, використовуючи двохколісні транспортні засоби.
У 2002 був розроблений проєкт перетворення мосту на автомобільний і велосипедний з спеціальними велосипедними доріжками і навіть почались підготовчі роботи до будівництва, але після гарячих дискусій проєкт відхилили і будмайданчик був розібраний. При цьому влада міста дозволила і далі використовувати міст як прохідний для мопедів і мотоциклів, враховуючи постійне зростання локального трафіку в цьому районі.
Наприкінці 2011 року міст зазнав значних реставраційних робіт, які включали відновлення і перефарбування бетонного покриття і сталевих балюстрад.
Сусідніми мостами є автомобільно-пішохідний міст Понте аль Індіано і так званий Трамвайний міст (Ponte della tramvia).